# Graham Bond
Graham John Clifton Bond (28 de octubre de 1937 – 8 de mayo de 1974) fue un músico inglés, considerado uno de los padres fundadores del boom del rhythm and blues británico de los años 60.
Bond fue un innovador, descrito en alguna ocasión como "una figura importante, minusvalorada, del primer R&B británico", junto a Cyril Davies y Alexis Korner. Jack Bruce, John McLaughlin y Ginger Baker alcanzaron por primera vez la notoriedad en su grupo, the Graham Bond Organization. Bond fue elegido como Nueva Estrella del Jazz del Reino Unido en 1961. Fue uno de los primeros en usar una combinación del órgano Hammond y el amplificador Leslie en el rhythm and blues inglés. "Partió" el Hammond para poder transportarlo mejor y fue el primer artista británico que utilizó un  mellotron en uno de sus discos, en sus álbumes The Sound of '65 y There's A Bond Between Us. Ejerció una gran influencia en teclistas de rock posteriores: así, el teclista de Deep Purple, Jon Lord, declaró "Me enseñó, con las manos en el teclado, casi todo lo que sé sobre el órgano Hammond".

## Biografía
Bond nació en Romford, Essex. Tras ser adoptado, se educó en la Royal Liberty School de Gidea Park, en el distrito este de Londres, donde aprendió música. Su primera gira como músico de jazz tuvo lugar en 1960, con el quinteto de Goudie Charles, en el que permaneció un año. Atrajo por primera vez la atención como saxofonista de jazz durante su estancia en el quinteto de Don Rendell. Más tarde, se unió brevemente al grupo Blues Incorporated de Alexis Korner, antes de formar el cuarteto de Graham Bond con dos músicos que conoció el grupo de Korner, Ginger Baker en la batería y Jack Bruce en el Contrabajo, junto al guitarrista John McLaughlin. Adoptó a partir de entonces el órgano Hammond como su instrumento principal.  El grupo pasó a llamarse luego la Graham Bond Organization (GBO), y John McLaughlin fue sustituido por el saxofonista Dick Heckstall-Smith.
La falta de éxito comercial y los enfrentamientos internos llevaron al grupo a su disolución en 1967, mientras la salud mental y física de Bond se deterioraba. Jack Bruce y Ginger Baker  
partieron para formar Cream con Eric Clapton. El sustituto de Baker, Jon Hiseman, y Dick Heckstall-Smith fundaron la banda Colosseum.
Tras la ruptura de su grupo Organization, Bond siguió mostrando síntomas de enfermedades mentales, con episodios maníacos y períodos de depresión intensa, exacerbados por un uso abusivo de drogas. Se trasladó a América, donde grabó dos discos y trabajó como músico de sesión con Harvey Mandel y Dr. John, entre otros. En 1969 volvió al Reino Unido.
Formó entonces un nuevo grupo, Graham Bond Initiation, junto a su nueva esposa, Diane Stewart, que compartía el interés de Bond por la magia. En 1970 formó Holy Magick, que grabó un disco homónimo y otro llamado We Put Our Magick On You. También se reunió con antiguos compañeros, tocando el saxofón en Ginger Baker's Air Force y participando durante un breve período en la Jack Bruce Band. En 1970 se publicó también Solid Bond, un álbum doble que recoge temas en directo grabados en 1963 por el cuarteto de Graham Bond (Bond, McLaughlin, Bruce y Baker) y una sesión de estudio de la Graham Bond Organisation (Bond, Heckstall-Smith y Hiseman) grabada en 1966.
En 1972, formó un dúo con Pete Brown. Juntos grabaron Two Heads are Better Than One. En 1973 grabó otro disco con la John Dummer Band, pero no se publicó hasta 2008. Tras el colapso casi simultáneo de su grupo y su matrimonio, Bond formó un nuevo dúo, Magus, junto a la cantante folk inglesa Carolanne Pegg  y el bajista estadounidense Marc Mazz, pero el grupo se disolvió al llegar la Navidad de 1973 sin llegar a realizar ninguna grabación de estudio. Durante la misma época, descubrió al guitarrista, cantante y compositor Mick Lee, con el que realizó algunas actuaciones. Parece que Bond tenía intenciones de trabajar con Chris Wood, de Traffic, pero murió poco después sin realizar este deseo.  
La situación económica de Bond era desastrosa, y los años transcurridos sin éxito comercial y la ruptura reciente de Magus habían herido gravemente su orgullo. A lo largo de su carrera, había sufrido una adicción severa a las drogas, y pasó el mes de enero de 1973 en un hospital tras una crisis nerviosa. El 8 de mayo de 1974 Bond murió atropellado por un tren de la Piccadilly Line, en la estación de metro de Finsbury Park, de Londres, a los 36 años. Su muerte se considera generalmente un suicidio. Según sus amigos, había superado la adicción a las drogas, aunque su obsesión por lo oculto iba en aumento (estaba convencido de que era hijo de Aleister Crowley).

## Discografía
- 1961 Roarin' with Don Rendell
- 1965 The Sound of 65
- 1965 There's a Bond Between Us
- 1969 Love Is the Law
- 1969 Mighty Grahame Bond
- 1970 Solid Bond – double album
- 1970 Holy Magick
- 1971 Live at Klooks Kleek
- 1971 Bond in America
- 1971 'This Is Graham Bond' – unreleased double album
- 1971 We Put Our Magick on You
- 1972 Two Heads Are Better Than One (with Pete Brown)